# Zvenigorodskaïa (métro de Saint-Pétersbourg)
Zvenigorodskaïa (en russe : Звенигоро́дская) est une station de la ligne 5 du Métro de Saint-Pétersbourg. Elle est située dans le raïon de l'Amirauté, à Saint-Pétersbourg en Russie.
Mise en service en 2008, elle est depuis desservie par les rames circulants sur la ligne 5. Elle est en correspondance directe avec la station Pouchkinskaïa, desservie par la ligne 1.

## Situation sur le réseau

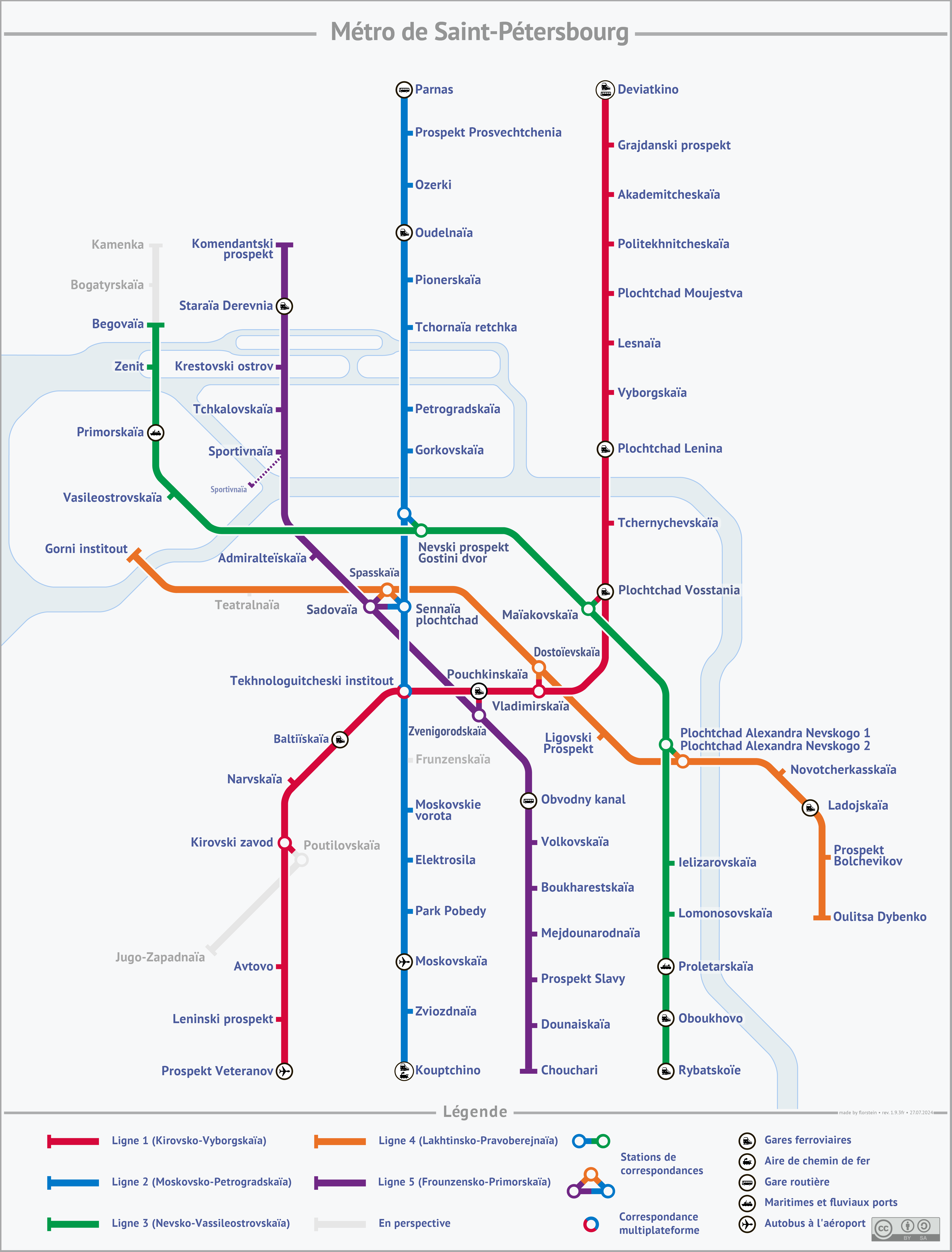
Plan du métro.

Établie en souterrain, à 57 mètres de profondeur, Zvenigorodskaïa est une station de passage, et de correspondance, de la ligne 5, du métro de Saint-Pétersbourg. Elle est située entre la station Sadovaïa, en direction du terminus nord Komendantski prospekt, et la station Obvodny kanal, en direction du terminus sud Chouchary.
Elle dispose d'un quai central encadré par les deux voies de la ligne. Station de correspondance elle dispose d'une relation souterraine directes avec le quai de la station Pouchkinskaïa, desservie par la ligne 1.

## Histoire
La station Zvenigorodskaïa est mise en service le 20 décembre 2008, lors de l'ouverture à l'exploitation de la section de Volkovskaïa à Zvenigorodskaïa. La station ne dispose pas de sortie autonome, il faut passer par la relation directe de la station en correspondance Pouchkinskaïa et passer par son pavillon d'accès en surface. 
Son accès spécifique en surface est ouvert le 26 décembre 2009.

## Services aux voyageurs

### Accès et accueil
La station dispose, en surface, d'un hall d'accès au rez-de-chaussée d'un bâtiment commercial, il est en relation avec l'est du quai par un tunnel en pente équipé de quatre escaliers mécaniques.

Installations
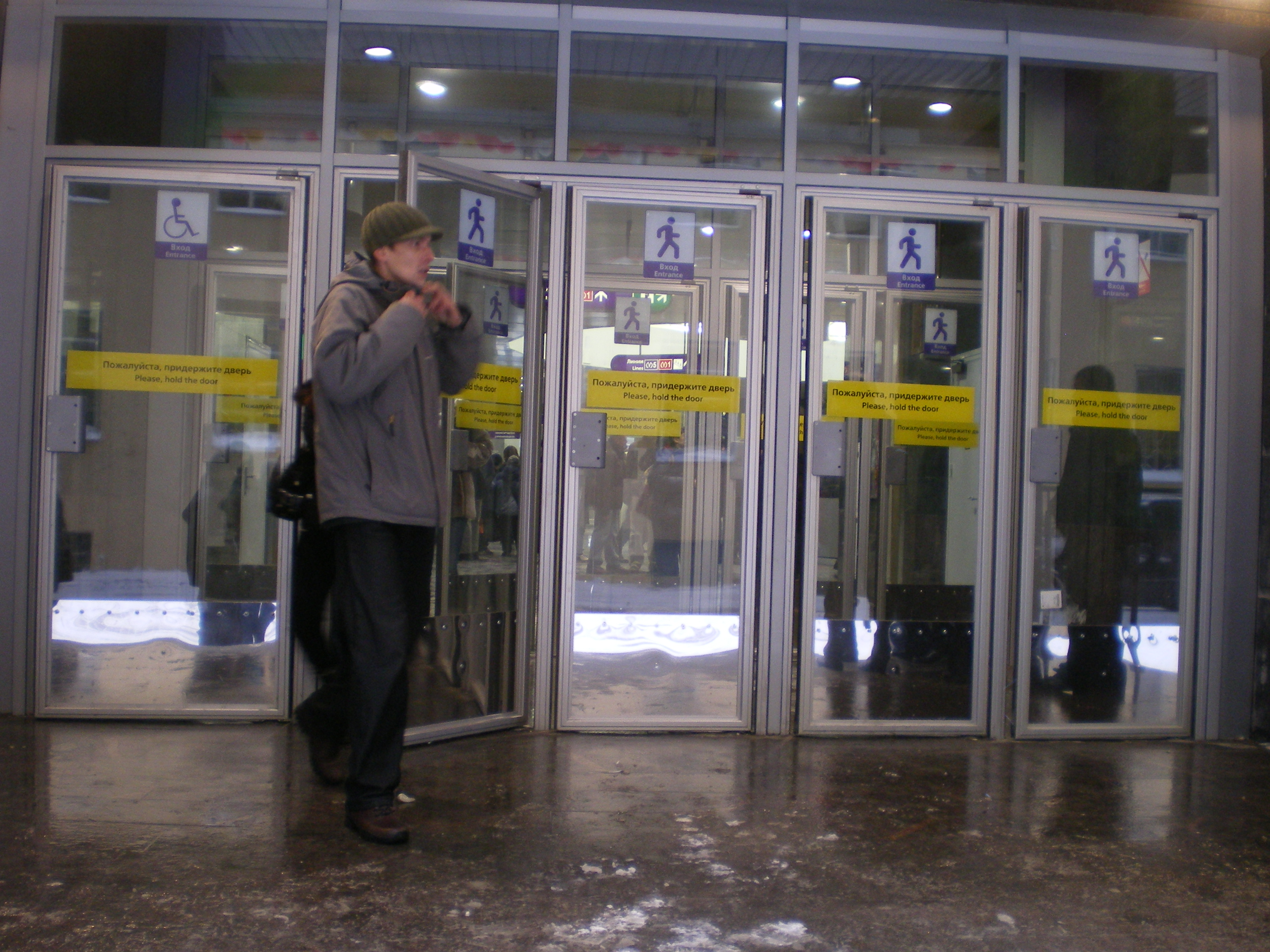
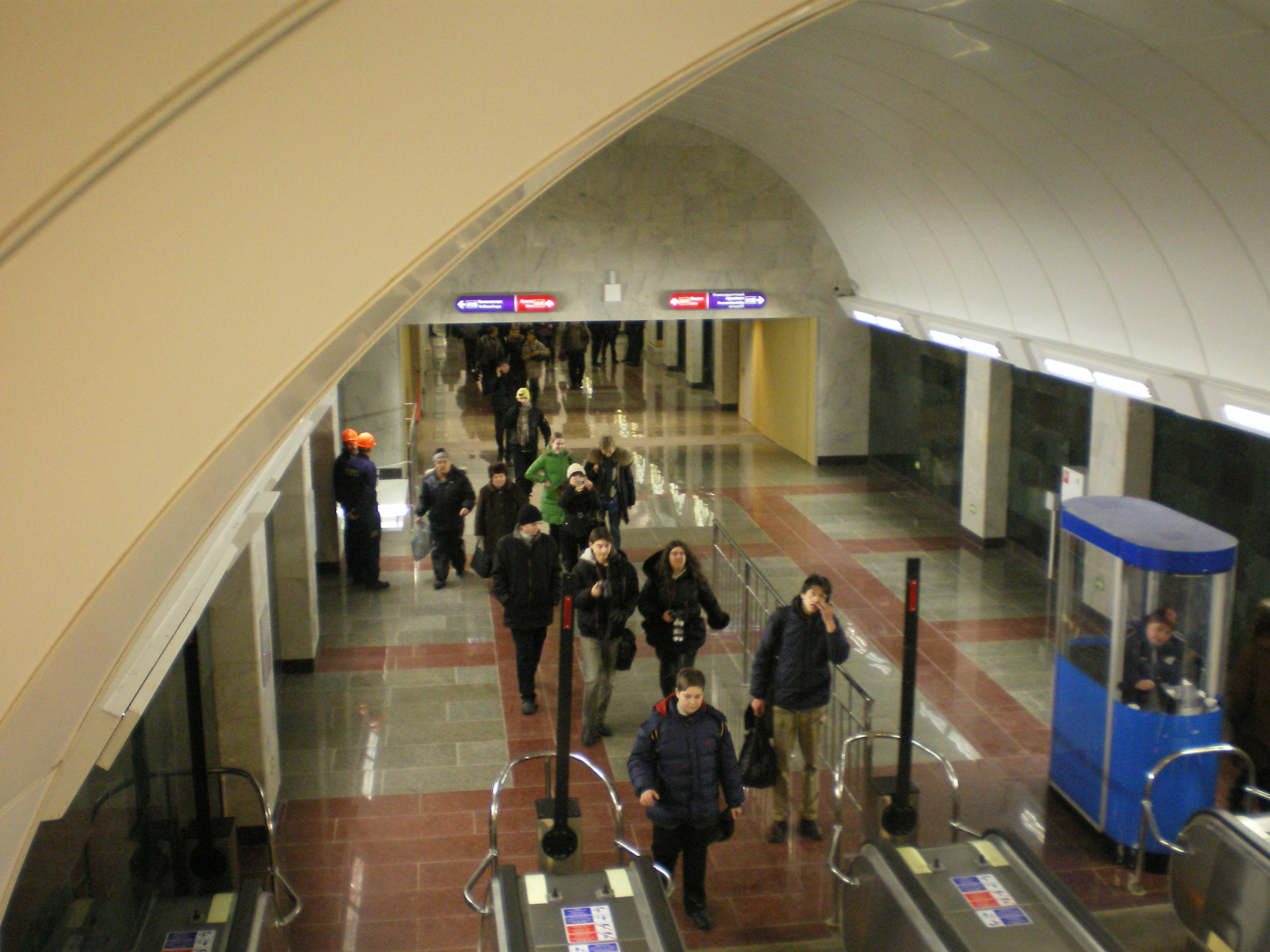
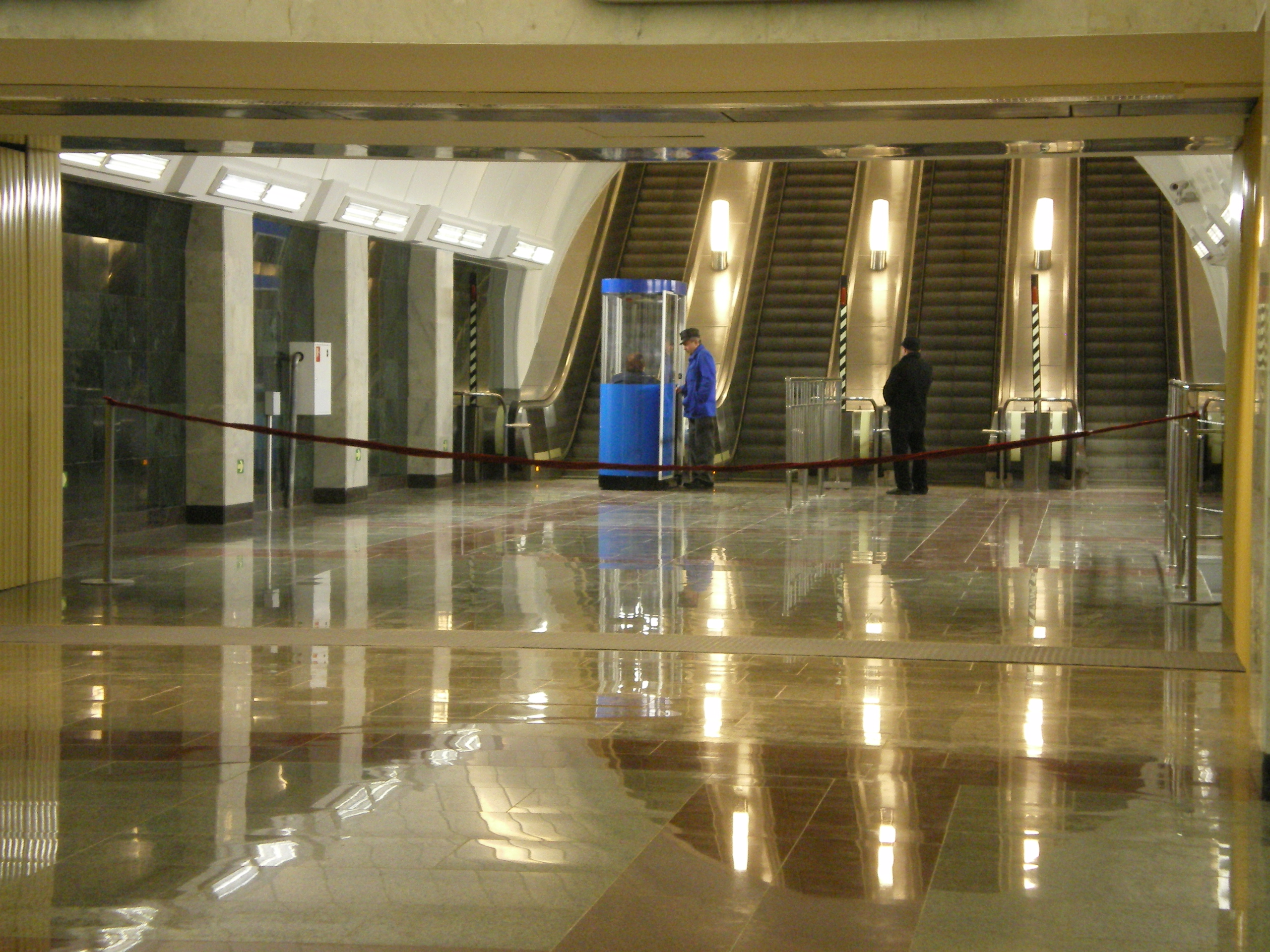

### Desserte
Zvenigorodskaïa est desservie par les rames de la ligne 5 du métro de Saint-Pétersbourg.

Installations et desserte
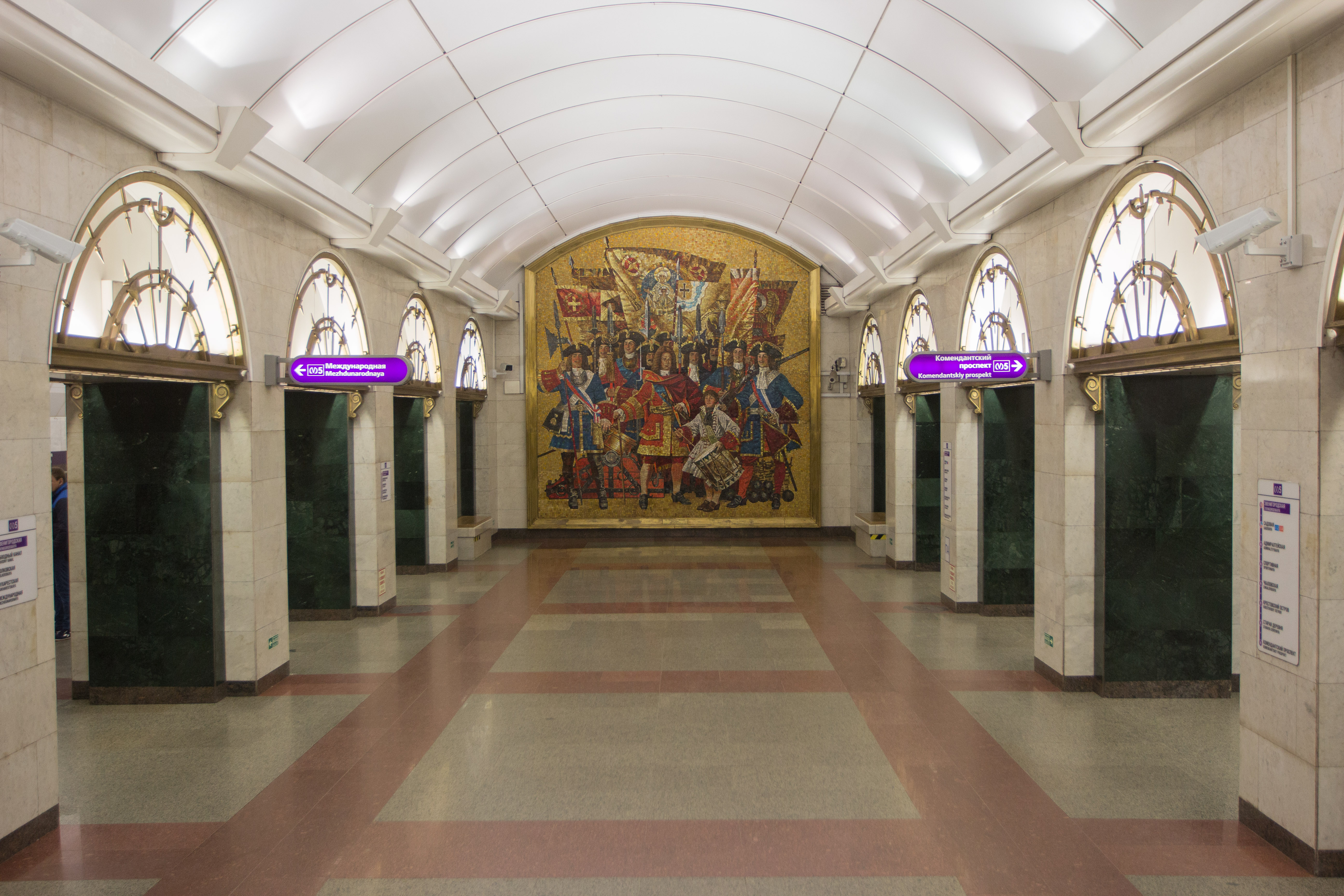
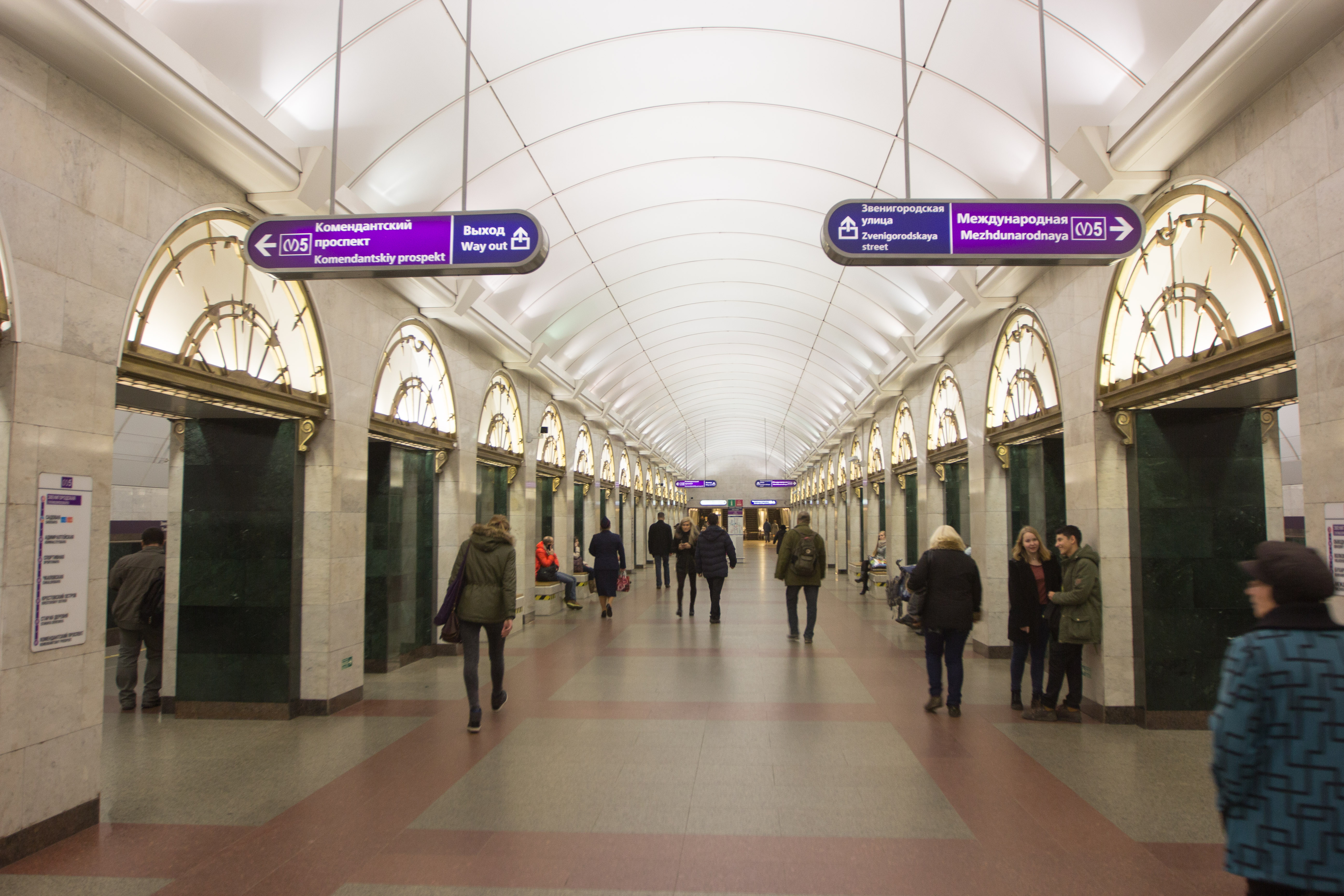
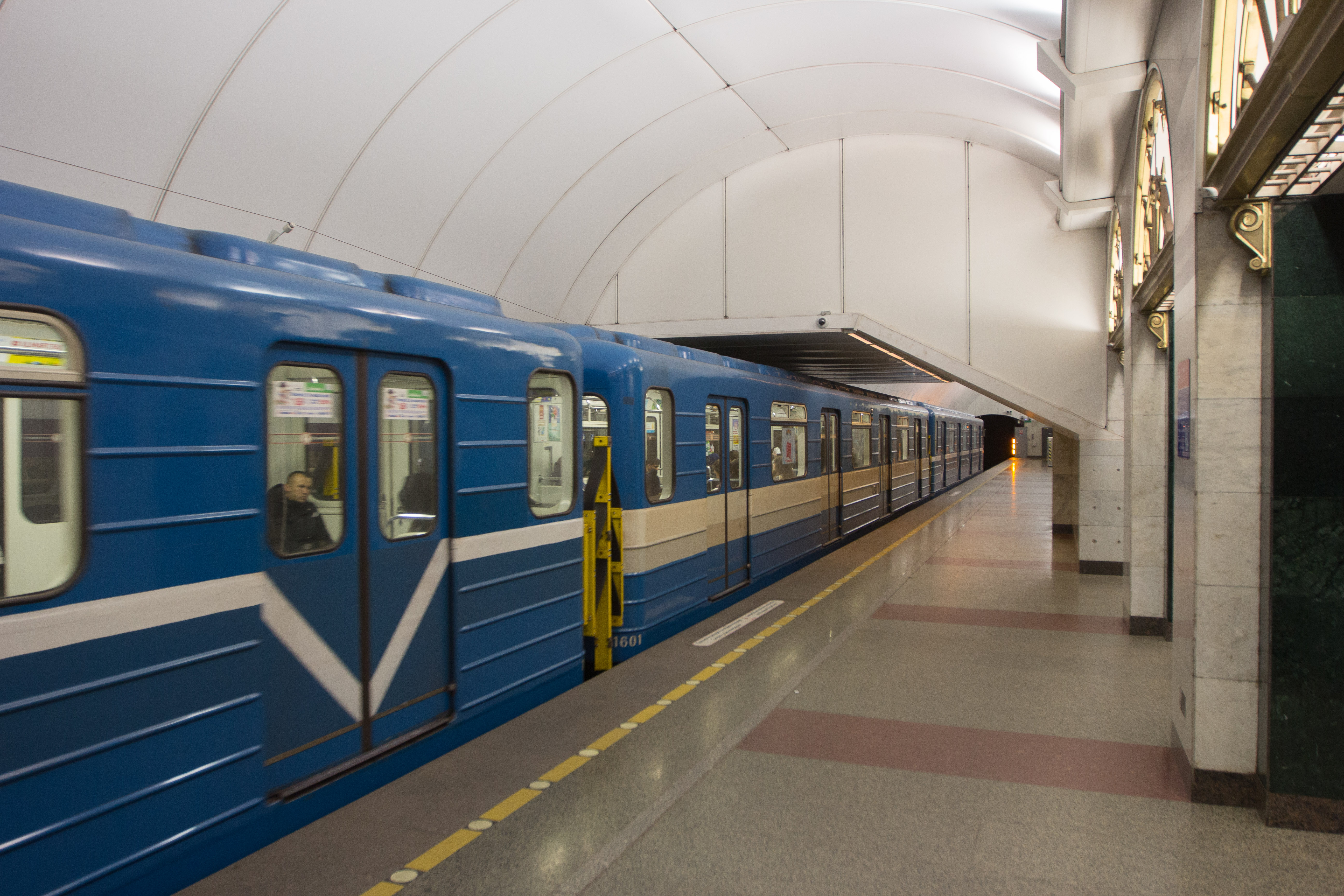

### Intermodalité
Elle est en correspondance directe, par un couloir avec deux sens de circulation piétonne équipé d'escaliers fixe pour quitter le quai au centre de la station et arriver sur le centre du quai de la station Pouchkinskaïa, desservie par la ligne 1 du métro de Saint-Pétersbourg.

Installations correspondance métro
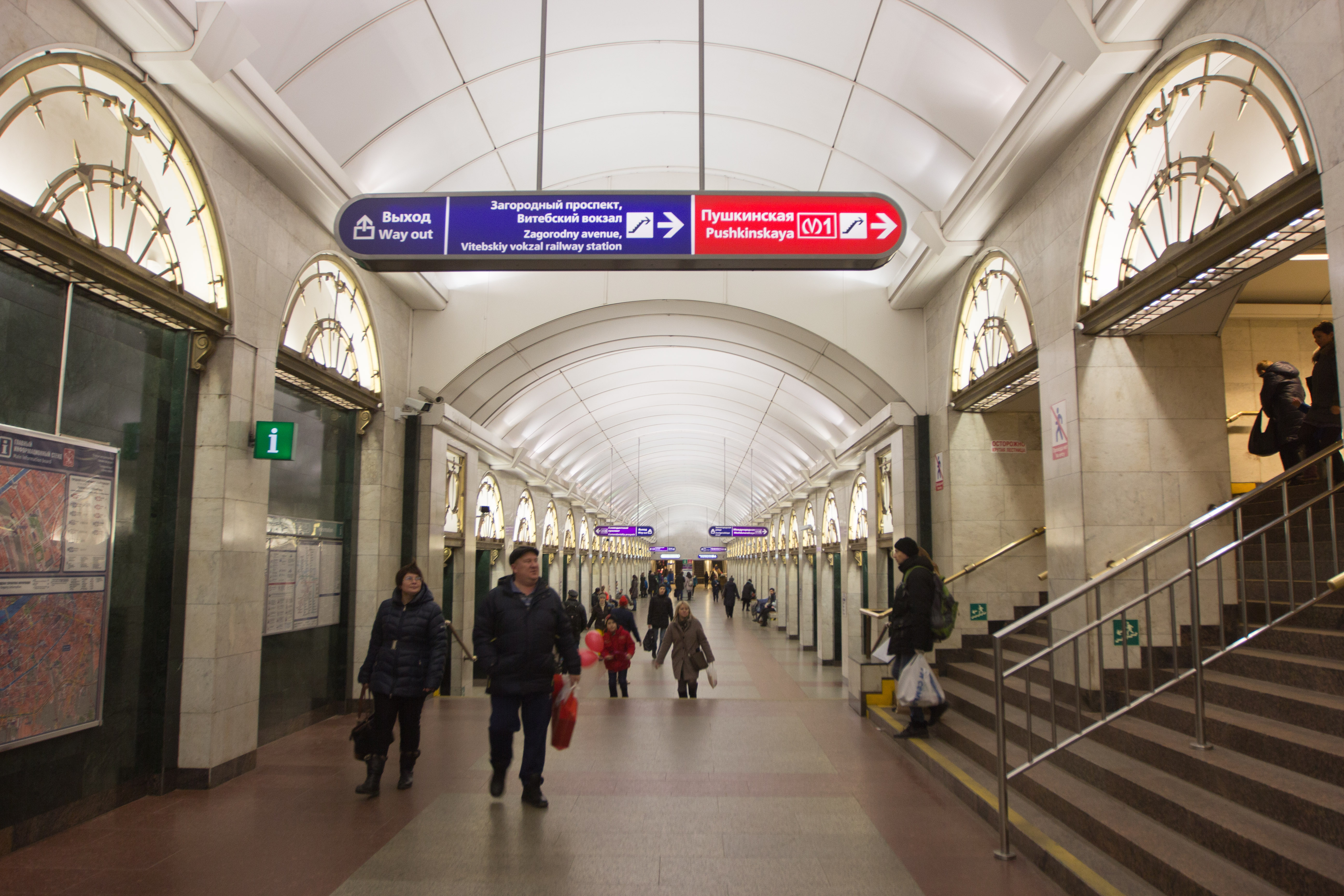
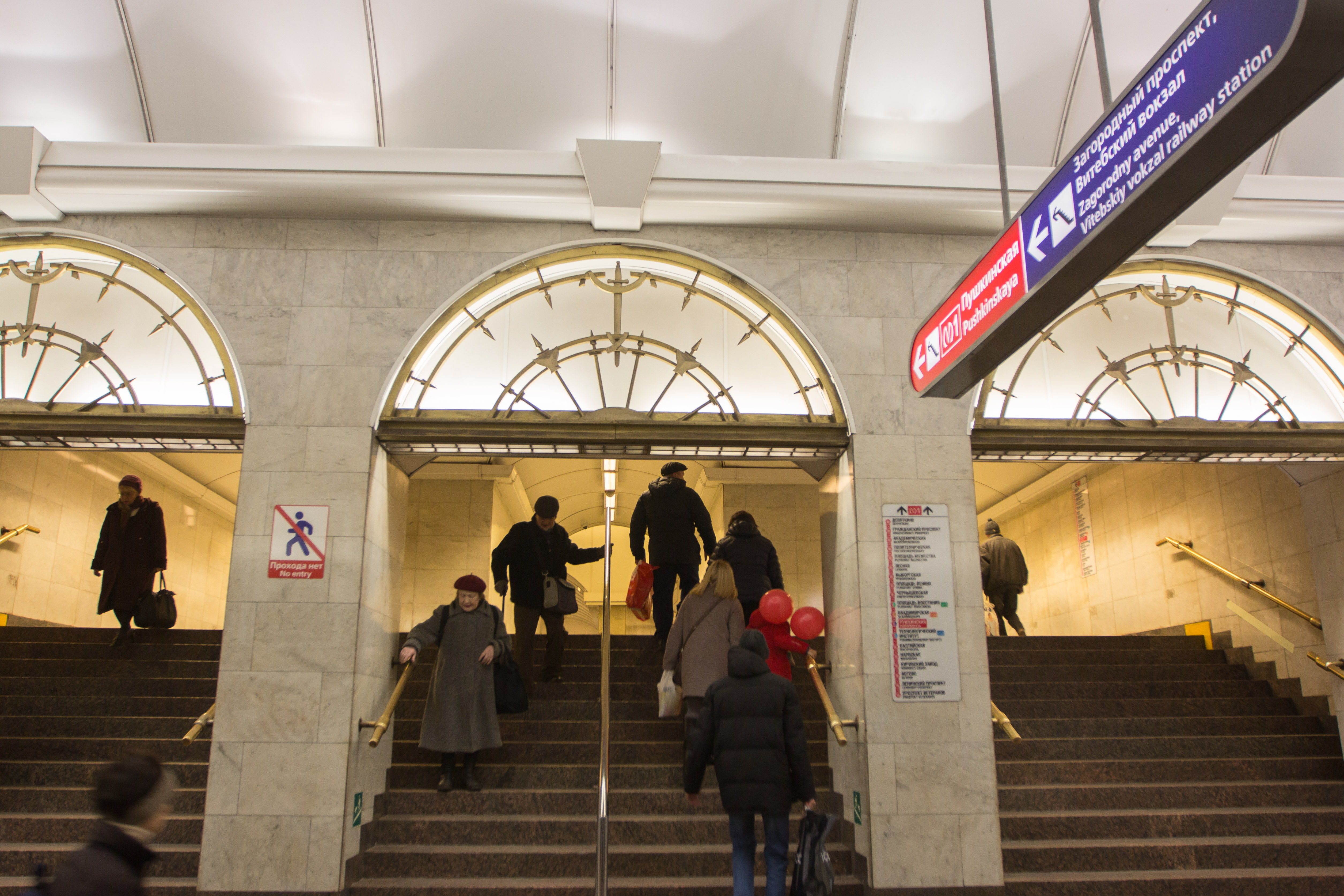
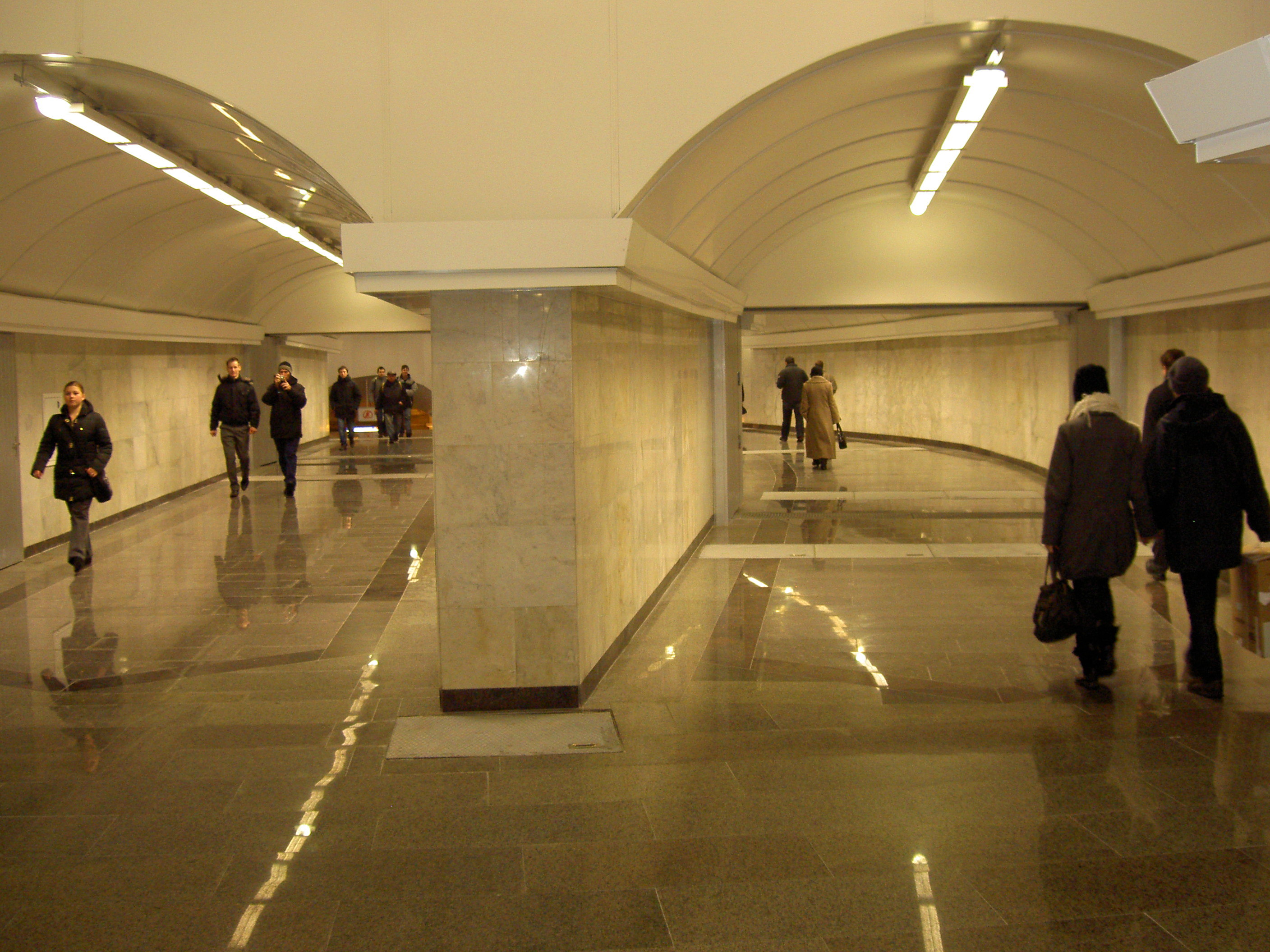

À proximité : une station du tramway de Saint-Pétersbourg est desservie par la ligne 16 ; un arrêt des trolleybus de Saint-Pétersbourg est desservi par les lignes 3, 8, 15 et 17 ; et des arrêts de bus sont desservis par plusieurs lignes.